# Château de Villemoleix
Le château de Villemoleix est situé sur la commune de Chambon-sur-Voueize, dans le département de la Creuse, région Nouvelle-Aquitaine, en France.

## Présentation
Le château est à présent situé en bout de piste de l'aérodrome Chambon-sur-Voueize. Son colombier est remarquable et inscrit au titre des monuments historiques par arrêté du 4 octobre 2010.
Il a la particularité d'héberger sur son terrain la carcasse (toujours visible) d'un avion Hurel-Dubois HD-321 des services secrets français, qui s'est écrasé là en fin d'atterrissage, en 1960.

## Historique
Le domaine (et château) de Villemoleix est, sous l'Ancien Régime, une demeure seigneuriale, attestée au XVe siècle.
Le colombier daterait également du XVe siècle. Il est implanté dans la basse-cour, en limite sud-est.
Le type d’avion dont la carlingue est toujours visible dans le champ jouxtant le château n’est pas ordinaire : il s’agit du HD321, de la société Hurel-Dubois, datant de 1953. Le « HD32 » était un prototype encore expérimental et il n'a été construit qu’à deux exemplaires. Cependant, ces prototypes ont servi à de nombreuses reprises pendant une dizaine d'années car utilisés pour des missions spéciales : le transport de parachutistes (agents secrets) derrière le rideau de fer.
L'actuel propriétaire du château témoigne : 

« si quelqu'un a besoin d'une pièce spécifique, on pourra la lui donner. Enfin, il ne faut pas rêver: on ne verra jamais revoler cet appareil ! (...) s'ils me le demandent, je les laisse s'approcher pour prendre des photos »

## Architecture
Le corps de logis se développe sur quatre niveaux, avec d'importants combles (charpente + toiture).
Un escalier central est bâti dans la tour carrée crénelée,. Le château est entouré au trois-quarts d'un petit étang.
Plusieurs corps de ferme sont présents aux environs immédiats de la bâtisse.
À vingt mètres au nord-est du corps de logis, on distingue encore le tracé rectangulaire d'une ancienne bâtisse.
Il s'agit d'un colombier à pied, à toiture débordante et recouvert de tuiles. Il dépend d'une habitation dont l'époque de construction remonterait très probablement au XVe siècle, modifiée à de nombreuses reprises par la suite. Il est implanté dans la basse-cour, en limite sud-est. La porte, surmontée d'un linteau, possède des piédroits sculptés de motifs variés (fleurs de lys, têtes de personnages et têtes d'animaux). Il subsiste encore un larmier ainsi qu'un épi de faîtage en métal. L'édifice mesure 5,5 mètres de hauteur et 8,5 mètres, toiture incluse et son diamètre intérieur est de 4,8 mètres. Une porte basse permet l'accès au premier et les 445 boulins, disposés en diagonale, sont exécutés en pierres.
Le colombier, pièce inscrite au titre des monuments historiques par arrêté du 4 octobre 2010, est implanté dans la basse-cour, en limite sud-est.